# Парусні ящірки
Парусні ящірки (Hydrosaurus) — єдиний рід ящірок з підродини Hydrosaurinae родини Агамових. Має 3 види. Інша назва «парусохвості ящірки».

## Опис
Досить великі ящірки, загалом розмір представників досягає 1—1,2 м. Колір шкіри бурий, оливковий, коричнюватий із зеленуватим відтінком. Тулуб щільний, високий, стиснутий з боків. Голова коротка. Хвіст довгий та товстий. Задні кінцівки досить потужні. Пальці на них мають по краях пласку чотирьохкутну луску, яка стикається у поздовжні лопаті. Вдовж основи хвоста проходить вкритий лускою плаский шкіряний гребінець. Він підіймається у самців до 10 см, а у самиць ледь помітний.

## Спосіб життя
Полюбляють тропічні ліси,. Ховається серед стовбурів, каміння. Харчуються комахами, хробаками, рослинною їжею.
Це яйцекладні ящірки.
На парусних ящірок полюють заради смачного м'яса.

## Розповсюдження
Мешкають від Філіппін до о.Сулавесі (Індонезія) та о.Нова Гвінея.

## Види
- Hydrosaurus amboinensis
- Hydrosaurus pustulatus
- Hydrosaurus weberi